# Branding (quemadura)
Branding es la acción de producirse escaras en la piel a causa de quemaduras por fuego. Las escaras son cicatrices producidas por cortes superficiales o profundos en la dermis. Estas heridas producen una costra que por lo general es de color oscuro, resultante de la muerte de tejido vivo.